# BGRG 8 Albertgasse
Das BGRG 8 Albertgasse (auch: Bundesgymnasium und Bundesrealgymnasium  Wien 8) ist eine Allgemeinbildende Höhere Schule im 8. Wiener Gemeindebezirk Josefstadt.

## Geschichte
Die Gründung der Schule erfolgte 1905 als „K. K. Staatsrealschule“ in der Josefstädterstraße 95, als Knabenschule.
1909 erfolgte die Übersiedlung zum heutigen Standort in die Albertgasse 18–22, ab 1919 wurden auch Mädchen zugelassen. 1935 wurde die „Bundesrealschule mit Bundes-Reformrealgymnasium“ in „Robert Hamerling-Realgymnasium“ umbenannt.
Nach den Anschluss Österreichs wurde die Schule am 2. Mai 1938 in „Staatliche Oberschule für Jungen“ umbenannt, nichtarische Schüler wurden separat in Parallelklassen (Judenklassen) untergebracht und unterrichtet. Zusätzlich wurden zwangsweise fast 190 jüdische Schüler aus anderen Wiener Schulen dieser „Sammelschule“ zugewiesen.
Nach dem Ende des Zweiten Weltkrieges 1945, hieß die Schule „Bundesrealgymnasium für Knaben“, ab Herbst desselben Jahres absolvierten hier die Wiener Sängerknaben bis Juni 2000 halbjährlich ihre Externistenprüfungen.

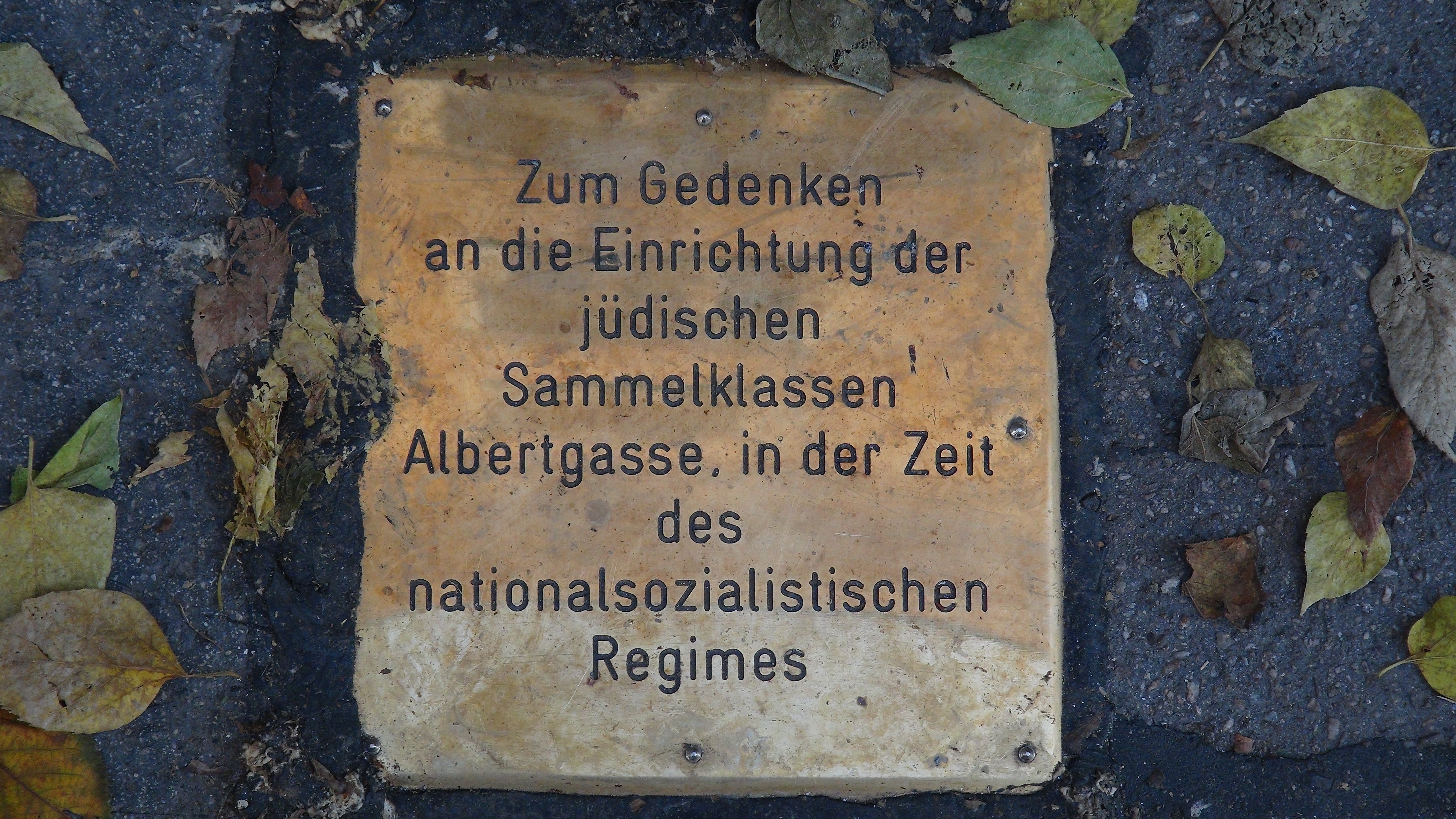
Stein der Erinnerung zum Gedenken an die jüdischen Sammelklassen in der Zeit des Nationalsozialismus.

1963 erfolgte die letztmalige Umbenennung der Schule zum heutigen Namen: Bundesgymnasium und Bundesrealgymnasium Wien 8.
Mädchen wurden wieder erst 1977 in dem nun koedukativ geführten Gymnasium aufgenommen.
Während der Generalsanierung von 1996 bis 1997 wurde ein zusätzlicher Trakt im Hof errichtet und der Dachboden ausgebaut, der Schulbetrieb fand währenddessen in der Lange Gasse 47 statt. Im September 2000 wurde ein zweiter Turnsaal in der Tigergasse 23–27, unter dem Studentenheim, eröffnet.

## Stein der Erinnerung
2013 wurde von der Schulgemeinschaft des Bundesrealgymnasiums Albertgasse ein Stein der Erinnerung zum Gedenken an die jüdischen Sammelklassen während der Zeit des Nationalsozialismus gestiftet. Zuständig für die Verlegung war der Verein „Steine der Erinnerung Josefstadt“.

## Ausbildungsangebote
Gymnasium
- Ab der 3. Klasse ist Französisch Pflicht, aber der 5. Klasse Latein
- Zusätzlich Englisch oder Französisch ab der 6. bzw. 7. Klasse

Realgymnasium
- Computergestützte Geometrie und Mathematik (CGM)
- Angewandte Computergestützte Geometrie (ACG)
- Naturwissenschaftliches Labor
- Verstärkter Unterricht in den Fächern Mathematik, Physik, Biologie, Chemie, Geografie und wirtschaftliche Bildung
- Latein oder Spanisch ab der 5. Klasse

## Schulangebote
Mehrere EDV-Räume und PC-Arbeitsplätze, Bibliothek, Sportplatz, Fotolabor, Keramikraum, Chor, Schulband, Basketball, Volleyball, Jazzgymnastik, Fußball
Begabte Schüler werden zusätzlich mit diverse Schul-Olympiaden in Chemie, Deutsch und Latein, sowie mit Redewettbewerbe in Deutsch, Englisch, Französisch, Spanisch gefördert.
Um die Bildungsangebote zu vertiefen, ist die BGRG 8 Albertgasse eine Partnerschule der Fachhochschule Technikum Wien.

## Bekannte Schüler
- Kurt Bors (1922–2019), Lehrer und Archäologe
- Robert Breuer (1909–1996), Journalist und Musikkritiker; 1938 nach England, bzw. 1940 in die USA emigriert
- Hubert Christian Ehalt (1949–2023), Historiker, Anthropologe
- Paul Feyerabend (1924–1994), Philosoph, Wissenschaftstheoretiker
- Hermine Frühwirth (1909–1991), Architektin
- Alexander Gerschenkron (1904–1978),  Ökonom und Wirtschaftshistoriker, Professor der Harvard University
- Peter Hammerschlag (1902–1942), Dichter, Schriftsteller, Kabarettist und Graphiker; starb im Konzentrationslager Auschwitz
- Laura Hermann (* 1987), Schauspielerin
- Erich Lessing (1923–2018), Fotograf, Schüler in einer Judenklasse; 1939 nach Palästina emigriert
- Freddy Quinn (* 1931), Schlagersänger, Schauspieler
- Karl Schiske (1916–1969), Komponist, Kompositionslehrer
- Friederike Spitzenberger (* 1939), Mammalogin
- Carl Unger (1915–1995), Maler, Lehrer und Rektor der Akademie für angewandte Kunst
- Heinrich Walcher (* 1947), Maler, Musiker
- Herwig Zens (1943–2019), Maler, Kunstpädagoge

## Bekannter Lehrer
- Leo Lehner (1900–1981), Komponist, Chorleiter und Musikpädagoge

## Schulleitung
- 1905–1919 Anton Rebhann[1][3]
- 1920–1938 Anton Klieba
- 1938–1945 Matthias Baaz
- 1945–1949 Anton Klieba
- 1951–1974 Hermann Studzinsky
- 1976–1989 Johann Grabner
- 1989–2009 Helmuth Hickel
- seit 2010 Roman Wolf